# 翻滾吧！男人
《翻滾吧！男人》，2017年台灣電影，是一部紀錄電影。為林育賢導演「翻滾三部曲」的最終篇。

## 製作緣起
2015年底，李智凱前往英國參加世界體操錦標賽，亦是里約熱內盧奧運會競技體操項目的資格賽，讓林育賢開始拍攝《翻滾吧！男人》紀錄片計劃。拍攝李智凱與教練林育信為了取得里約熱內盧奧運會參賽資格打拚，但因傷勢影響比賽表現而受挫的過程，以及李智凱與小學一起練習體操的同伴黃克強互相較勁的故事。
拍攝成本為新臺幣2,000萬元。
2017年7月24日，《翻滾吧！男人》在高雄市左營區國訓中心首映。8月，林育賢前往臺北世大運賽場紀錄李智凱的參賽過程，並添加李智凱奪下金牌的部份至內容裡。《翻滾吧！男人》在10月27日於臺灣上映。

## 片中主角
| 人物   | 介紹 |
| 林育信 | 國家體操隊教練 |
| 李智凱 | 苦練型選手。獨自一人離家，一路從宜蘭跟隨林育信北上林口體大南下左營國家運動訓練中心，經過多年的努力終拿下2016年巴西里約奧運會的入場券。並於2021年8月1日勇奪東京奧運體操男子鞍馬項目銀牌，是台灣史上第一面體操項目的獎牌得主，感動全台振奮人心。 |
| 黃克強 | 天才型選手。由於家庭因素留在宜蘭，因此錯失了最重要的體操發展階段，本來以為已經在體操的道路上出局，卻因為多場國內體操比賽與李智凱相遇並看到他的改變，決定再次奮鬥成為國家代表選手，加入林育信教練的隊伍。                                       |

## 電影音樂
主題曲：
《男人》曲/詞/唱：亂彈阿翔（陳泰翔）

## 外部連結
- Yahoo奇摩電影上《翻滾吧！男人》的資料（繁體中文）
- 開眼電影網上《翻滾吧！男人》的資料（繁體中文）
- 豆瓣电影上《翻滾吧！男人》的資料 （简体中文）
- 时光网上《翻滾吧！男人》的資料（简体中文）
- 爛番茄上《翻滾吧！男人》的資料（英文）